# Doryctobracon zeteki
Doryctobracon zeteki är en stekelart som först beskrevs av Muesebeck 1958.  Doryctobracon zeteki ingår i släktet Doryctobracon och familjen bracksteklar. Inga underarter finns listade i Catalogue of Life.